# Bosco Marengo
Bosco Marengo (Bòsch Marengh in piemontese, Ir Bòsch in dialetto boschese) è un comune italiano di 2 165 abitanti della provincia di Alessandria in Piemonte.

## Storia

### Contesto storico territoriale
I Marici, antica popolazione ligure, abitarono - tra le altre - in epoca pre romana, le terre ove sorge Bosco Marengo. Dal nome di questa popolazione è probabile che derivi il toponimo Marengo. Il termine latino toponomastico della zona è, infatti, Lucus Maricorum che per modifiche successive può essere divenuto, poi in italiano, Marengo.
Nel corso del II secolo a.C. la zona di Bosco Marengo entrò nell'orbita dello Stato romano, probabilmente parte dell'ager della colonia di Dertona (Tortona), fondata intorno al 122 a.C. Intorno a questo periodo storico, la pianura tortonese, tra Curone, Scrivia e Orba, venne centuriata. Inoltre, nel109 a.C. venne costruita la via Aemilia Scauri ad opera del censore Marco Emilio Scauro (corrispondente all'attuale strada Levata o Emilia, strada campestre che ripercorre l'asse stradale antico), che metteva in comunicazione lo snodo stradale di Tortona (già connesso alla via Postumia) alla Riviera ligure attraverso la val Bormida. In quest'epoca non si hanno notizie certe in merito a un insediamento a Bosco Marengo: del tutto fantasiosa infatti è la notizia di un abitato denominato Media Silva, anche se non è da escludere la presenza di una semplice posta per il cambio dei cavalli lungo la via Aemilia Scauri (che in età imperiale assunse la denominazione di via Iulia Augusta).

### Fondazione
Per l'alto medioevo non si hanno informazioni certe, anche se è noto che alcune località vicine (come Marengo o Urba, nel territorio di Frugarolo) furono curtes regiae appartenenti prima ai re longobardi, poi agli imperatori che occasionalmente vi dimorarono. Del tutto fantasiose, infatti, sono le notizie di una fondazione di Bosco Marengo in epoca gota. Negli ultimi anni del I millennio, l'imperatore Ottone I concesse Bosco ad Aleramo, marchese di Monferrato. Da Anselmo III, nipote di un primo Anselmo figlio di Aleramo, nacque Ugo, primo marchese di Bosco e di Ponzone. Egli ereditò i diritti aleramici nel territorio che dal litorale ligure fra Albisola (ad oriente del monte Priocco) e Varazze compresa si spingeva nella pianura padana lungo le valli dell'Orba, della Stura e del Piota sino ad Alessandria, avendo come confine nord-occidentale la Bormida di Spigno Monferrato.
Due figli di Ugo, Anselmo e Aleramo, diedero origine rispettivamente ai marchesi di Bosco e a quelli di Ponzone. La signoria dei primi si estendeva su Bosco, Ovada, Ussecio (ora Belforte Monferrato), Pareto, Mioglia, Monteacuto, Ponte dei Prati (oggi Pontinvrea), Casteldelfino (località, che un tempo sorgeva fra Pontinvrea e Giovo Ligure) e Stella, mentre i secondi ebbero Ponzone, Sassello, Spigno, Celle e Varazze.
Nei secoli successivi il loro territorio fu conteso fra i comuni di Alessandria e di Genova, a cui i marchesi dovettero ripetutamente giurare sottomissione. Il progressivo frazionamento dei beni feudali fra diverse linee dinastiche fu la principale causa della decadenza dei marchesi di Bosco e Ponzone.

### Dominazione del Ducato di Milano
Il potente Marchesato del Bosco durò fino al 1350. Questa data segnò il passaggio sotto il dominio della Signoria di Milano governata dai Visconti.
Il 18 ottobre 1447 ebbe luogo un'epica battaglia in cui si scontrarono l'esercito francese e quello del ducato milanese condotto da Bartolomeo Colleoni. L'intervento dei boschesi favorì la vittoria di Colleoni, ricordato per i posteri su una lapide posta sulle mura del Castello Sforzesco di Milano sottolineando il valore e la fedeltà del popolo di Bosco.
Nell'Autunno del 1499 fú infeudato a Francesco Bernardino I Visconti (*1458 + 1504), Signore di Brignano (Bergamo).

### XVI-XVII secolo
Bosco diede i natali ad Antonio Michele Ghislieri, divenuto papa con il nome di Pio V.

### XVIII secolo
Passò ai Savoia nel 1713.

## Monumenti e luoghi d'interesse
- Chiesa dei Santi Pietro e Pantaleone
- Complesso monumentale di Santa Croce e Tutti i Santi. Appena salito al soglio pontificio nel 1566, Pio V promosse la costruzione nella sua terra natia di un convento domenicano dedicato alla Santa Croce e Ognissanti con la bolla Praeclarum quidem opus del 1º agosto 1566. Sorto a metà strada tra i nuclei urbani di Bosco e di Frugarolo, secondo le intenzioni del pontefice l'edificio doveva costituire il centro di una nuova città, inglobante i due borghi. La chiesa era inoltre destinata a fungere da sepolcro per il Papa. Progettata da Ignazio Danti, i lavori proseguirono sotto la direzione di Martino Longhi il vecchio.
- Casa di riposo. Il 18 novembre 1386 la Famiglia Coltella donò al paese un edificio, per farne "ospitale". Nel corso dei secoli questo edificio è stato anche ospedale, dove si praticava la Medicina, la Chirurgia e l'Ostetricia. La struttura è stata in seguito adibita a casa di riposo per anziani, autosufficienti e non autosufficienti.

## Società

### Evoluzione demografica
Abitanti censiti

## Amministrazione
Di seguito è presentata una tabella relativa alle amministrazioni che si sono succedute in questo comune.
| Periodo        | Periodo        | Primo cittadino       | Partito                                     | Carica  | Note  |
| -------------- | -------------- | --------------------- | ------------------------------------------- | ------- | ----- |
| 28 giugno 1985 | 21 maggio 1990 | Enrico Giraudi        | indipendente                                | Sindaco | [ 5 ] |
| 21 maggio 1990 | 24 aprile 1995 | Piera Rampi           | lista civica                                | Sindaco | [ 5 ] |
| 24 aprile 1995 | 14 giugno 1999 | Carlo Mario Demicheli | centro                                      | Sindaco | [ 5 ] |
| 14 giugno 1999 | 14 giugno 2004 | Carlo Mario Demicheli | lista civica                                | Sindaco | [ 5 ] |
| 14 giugno 2004 | 8 giugno 2009  | Angela Lamborizio     | lista civica                                | Sindaco | [ 5 ] |
| 8 giugno 2009  | 26 maggio 2014 | Angela Lamborizio     | lista civica                                | Sindaco | [ 5 ] |
| 26 maggio 2014 | 27 maggio 2019 | Gianfranco Gazzaniga  | lista civica Bosco con Gianfranco Gazzaniga | Sindaco | [ 5 ] |
| 27 maggio 2019 | 9 giugno 2024  | Gianfranco Gazzaniga  | lista civica Bosco con Gazzaniga            | Sindaco | [ 5 ] |
| 9 giugno 2024  | in carica      | Maria Erminia Zotta   | lista civica Rilanciamo Bosco               | Sindaco | [ 5 ] |

## Galleria d'immagini

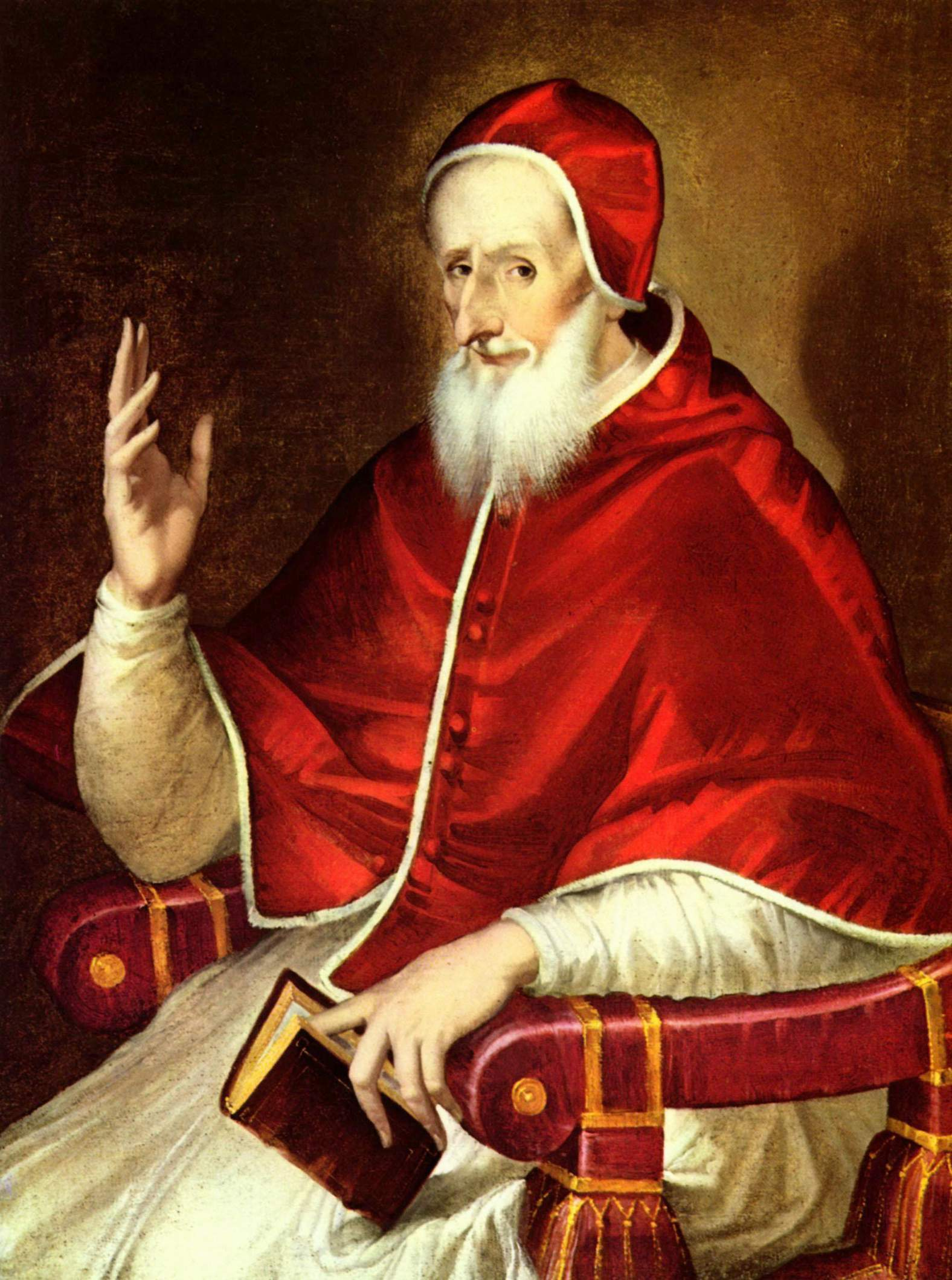
El Greco, Ritratto di San Pio V. Primo decennio del XVII secolo
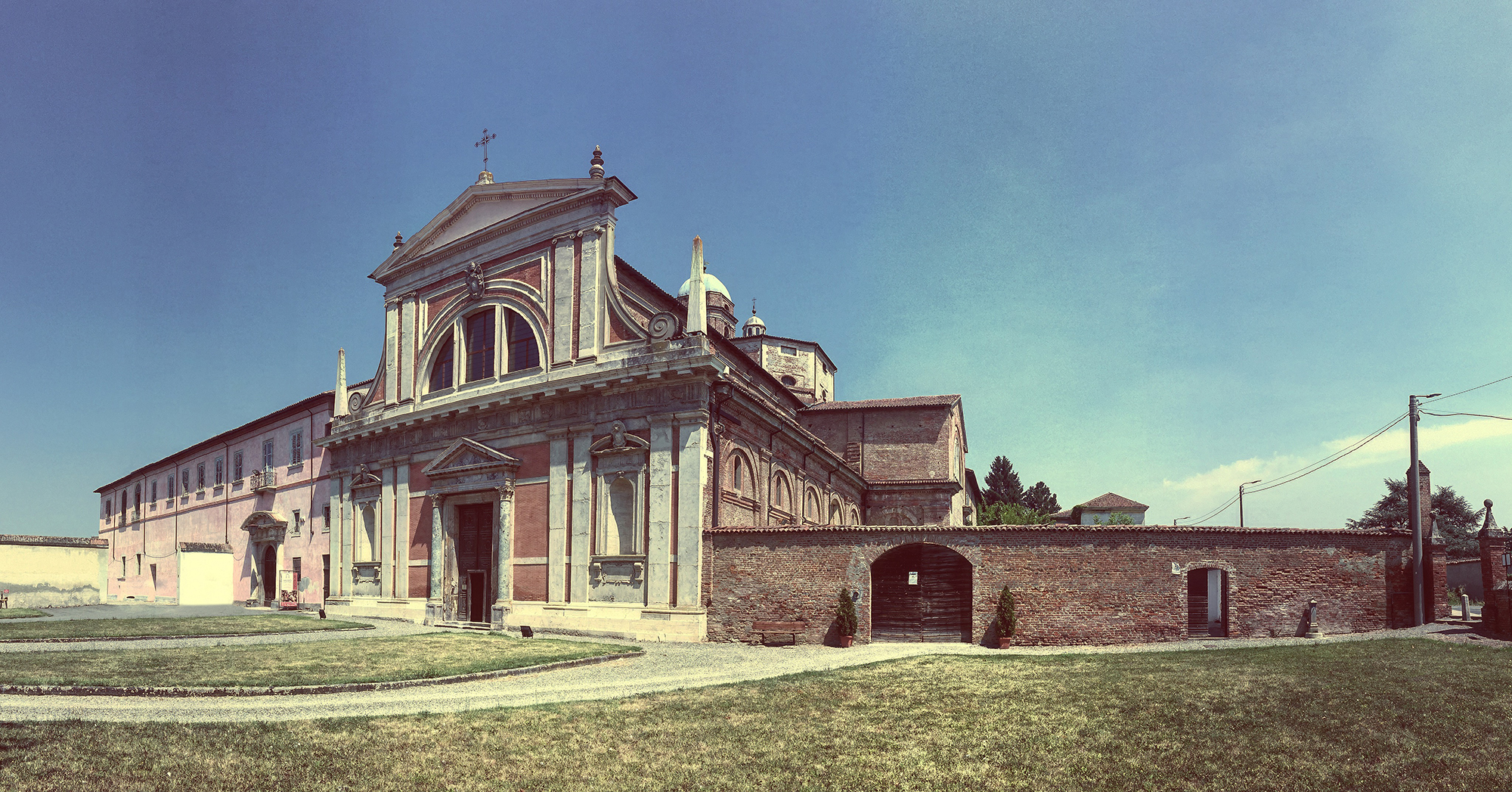
Complesso monumentale di Santa Croce. Veduta d'insieme dell'ingresso principale
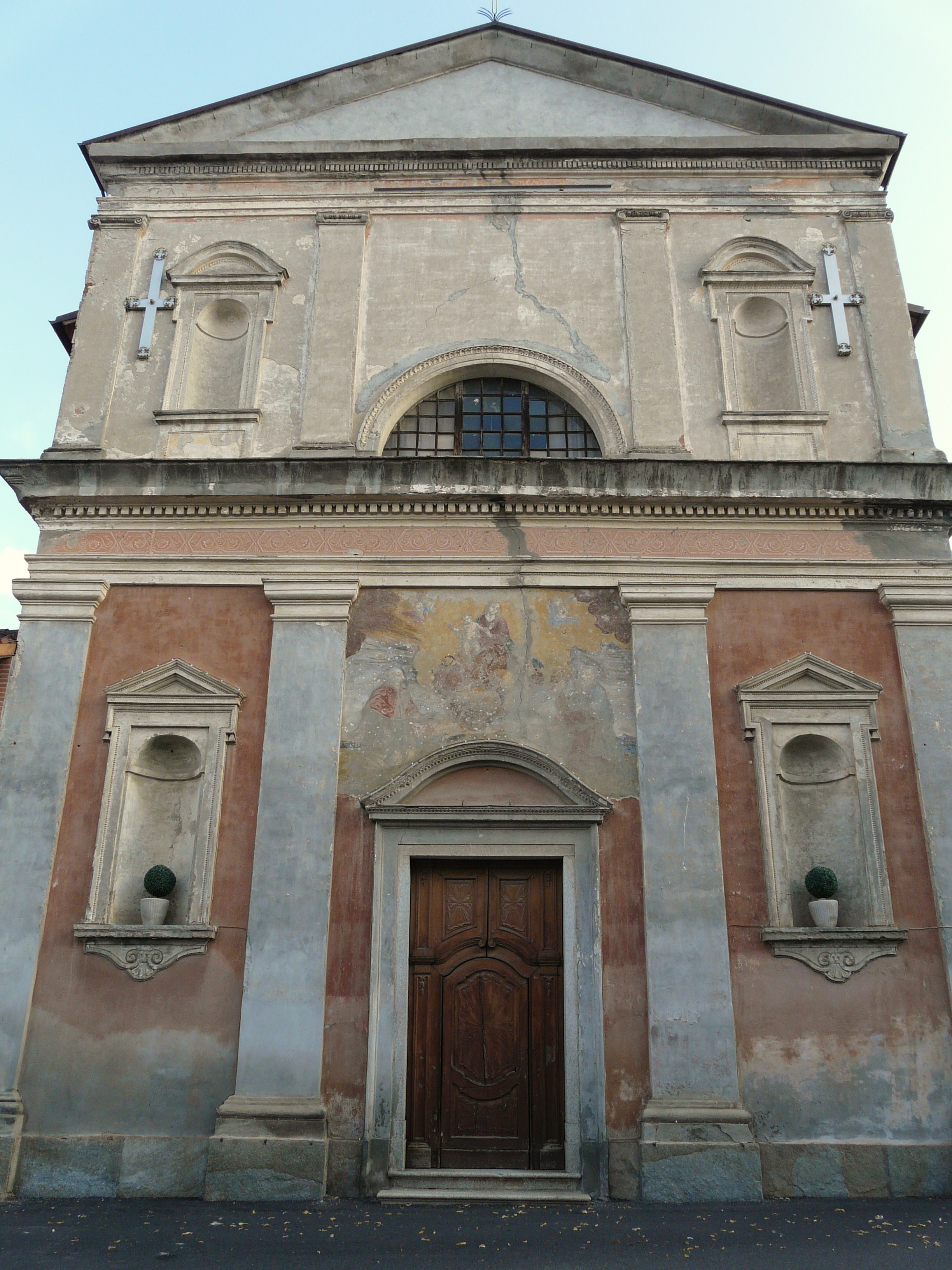
Chiesa di Sant'Antonio Abate
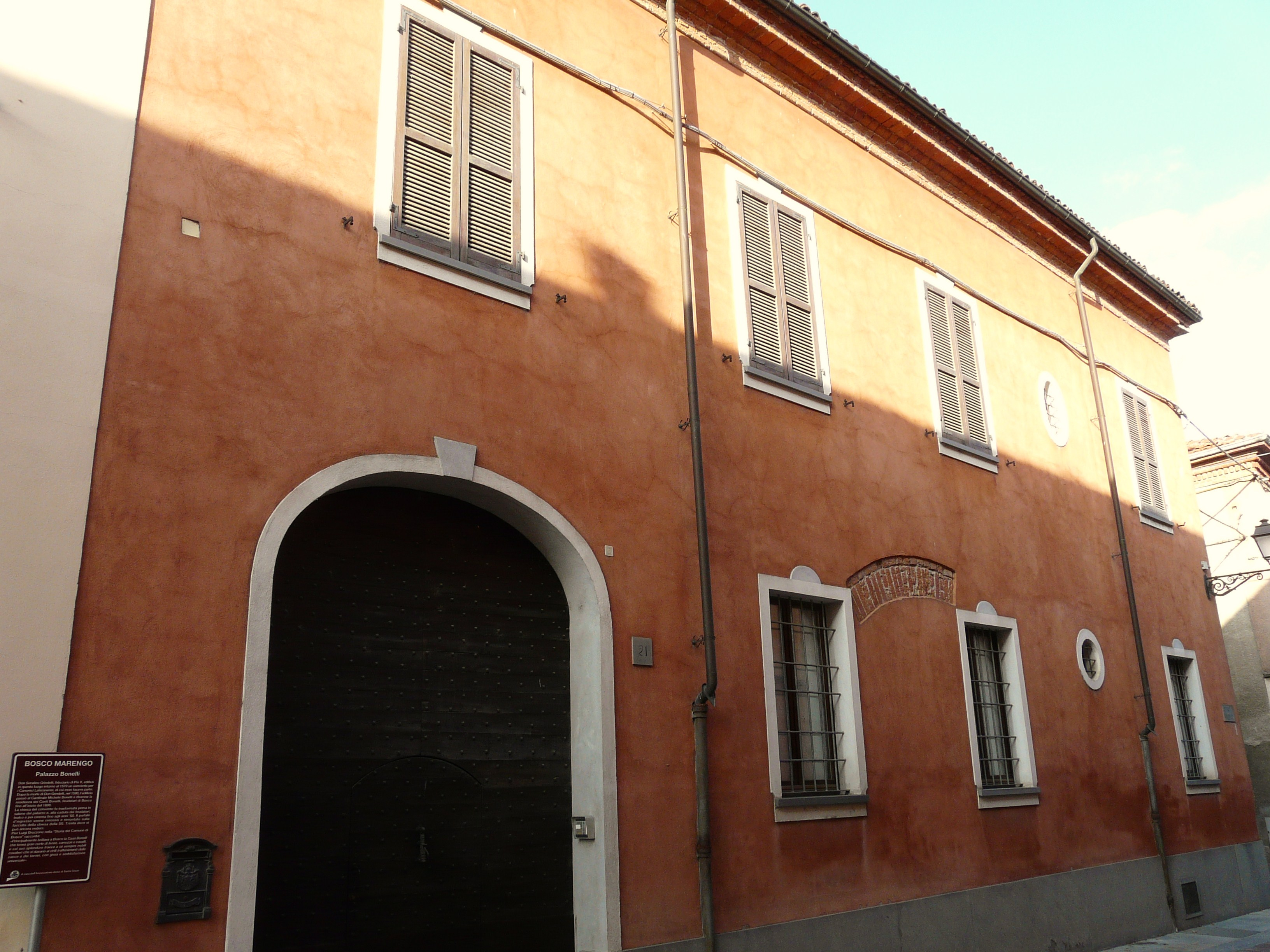
Palazzo Bonelli
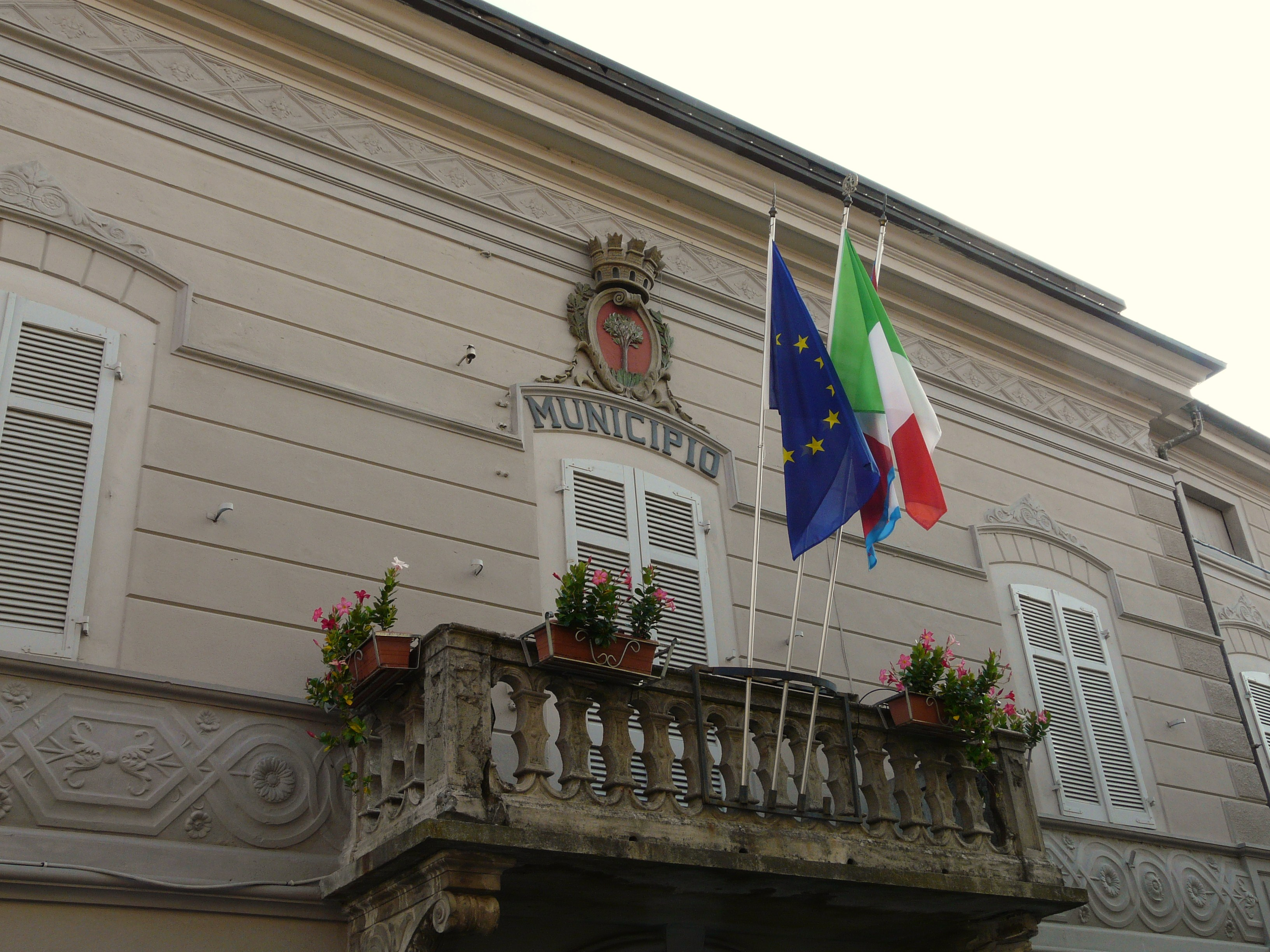
Il palazzo comunale
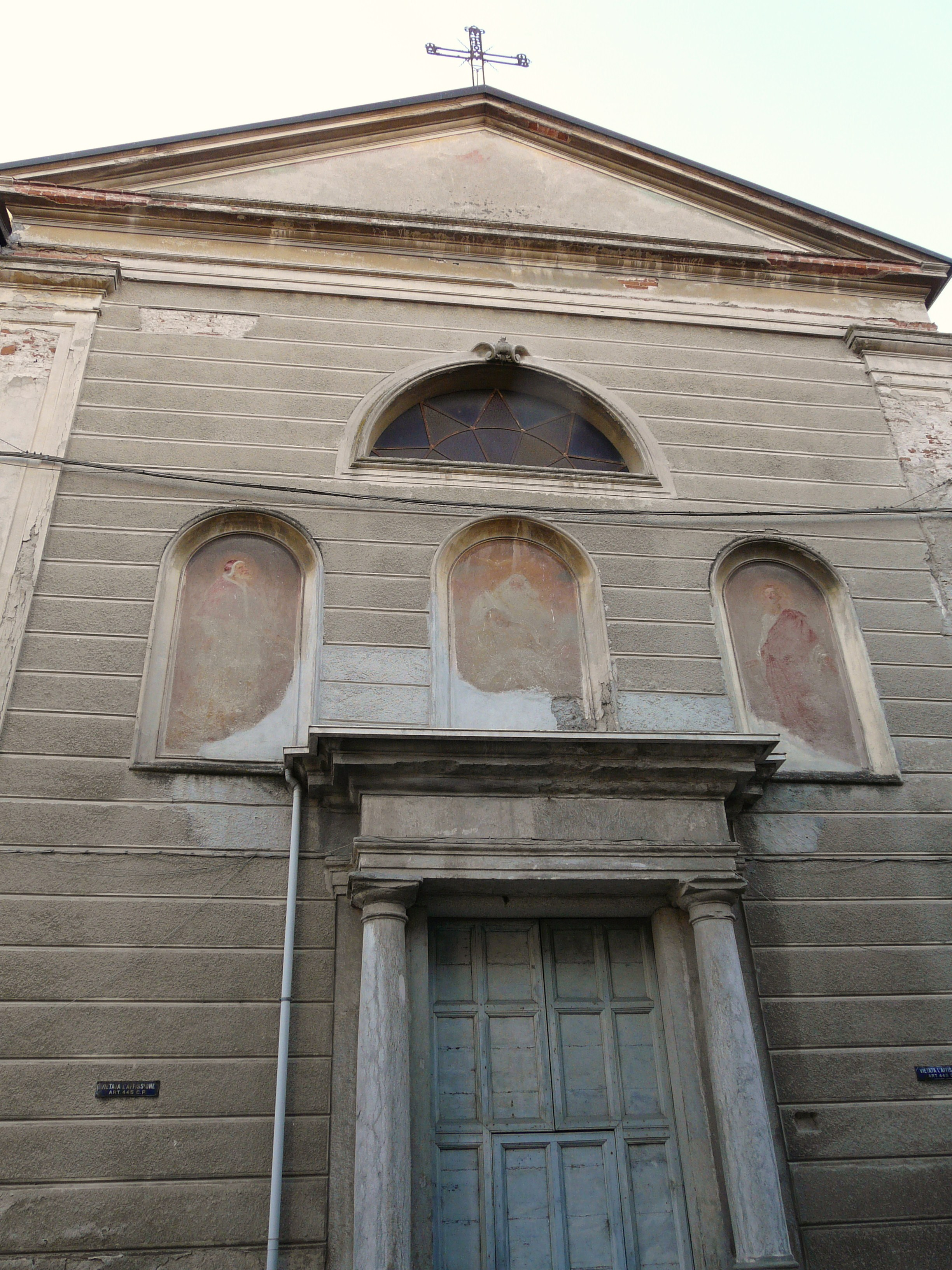
Chiesa della Santissima Trinità